# هيليو فرناندو باربوسا لوبيز
هيليو فرناندو باربوسا لوبيز (ريو دي جانيرو، 28 مارس 1969) هو ملازم عسكري برازيلي وسياسي.
عضو في الحزب الاجتماعي الليبرالي، خاض انتخابات 2018 وانتخب نائبًا فيدراليًا. حصل على أكبر عدد من الأصوات في ولاية ريو دي جانيرو، وهو الأكثر تصويتًا من أصل أفرو برازيلي في ريو دي جانيرو والتاريخ البرازيلي. يشتهر بولسونارو بأنه صديق مقرب لـ جائير.

## الحياة السياسية

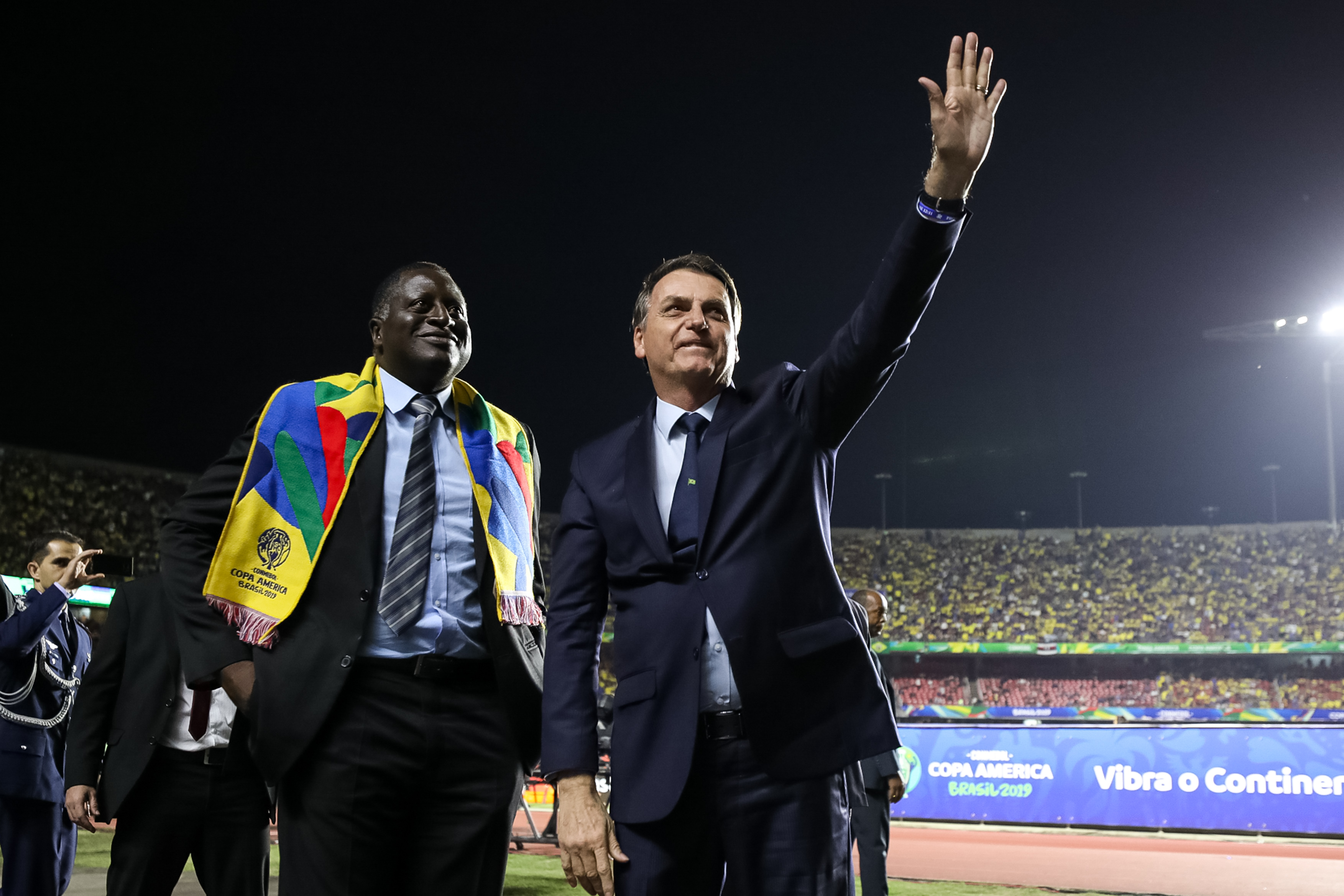
الرئيس جايير بولسونارو وهيليو فرناندو باربوسا لوبيز خلال افتتاح بطولة كوبا أمريكا البرازيل 2019

ترشح في عام 2004 كعضو في حزب الشعب التقدمي إلى منصب عضو مجلس محلي في بلدية كيمادوس بولاية ريو دي جانيرو، لكنه لم ينتخب، بعد أن حصل على 277 صوتًا فقط. في عام 2014 ترشح إلى منصب النائب الفيدرالي لولاية ريو دي جانيرو، ولكن تم رفض ترشيحه. في عام 2016 ترشح كمرشح لمنصب عضو مجلس محلي في بلدية نوفا إيغواسو في ولاية ريو دي جانيرو، لكنه لم يُنتخب مرة أخرى، بعد أن حصل على 480 صوتًا فقط.
في عام 2018 كان لوبيز مرشحًا من حزبه الحالي، إلى منصب النائب الفيدرالي لولاية ريو دي جانيرو، وتلقى دعمًا مباشرًا من صديقه وزميله في الحزب جاير بولسونارو، الذي تم انتخابه رئيسًا للبرازيل. حصل على 345.234 صوتًا (4.47 ٪ أصوات غير صالحة) للكونغرس، وبذلك أصبح المرشح الأكثر تصويتًا للنائب الفيدرالي في ولاية ريو دي جانيرو في الانتخابات العامة لعام 2018، وكذلك البرازيلي الأكثر تصويتًا من أصل أفريقي في الغالب في تاريخ ريو دي جانيرو والبرازيل.